# 九天玄女 (粵劇)
《九天玄女》乃唐滌生的一部粤剧作品，改編自閩劇《荔枝換絳桃》。《九天玄女》是仙鳳鳴劇團的第六屆劇目，在1958年3月14在利舞台首演。

## 劇情
清貧書生艾敬郎買畫為生，初來福建時因落拓無依，寄住於玄女廟中，感激日夕相似為伴的玄女神的庇蔭。官家小姐冷霜蟬重病痊癒，前往玄女廟燒香還願，在廟中邂逅艾敬郎。冷霜蟬覺艾敬郎似曾相識，像夢中人，敬郎亦驚見霜蟬酷似玄女像。
本來互不相識艾敬郎和冷霜蟬，原來同是老太傅歸大爺的學生，經歸大爺介妱，得知兩人同住桂枝里，兩宅對戶只隔一小河。艾敬郎與冷霜蟬對樓而居，晚晚互相窺望對方，但又不知對方想法，於是冷霜蟬將詩句附在荔枝上，投擲到艾敬郎之窗中，艾敬郎回報以絳桃，如此兩人以荔枝絳桃互訴衷情、暗生情愫。
歸大爺作冰人，說服冷霜蟬之母答應霜蟬與敬郎的婚事，不料閩王要將霜蟬強納為妃。敬郎與霜蟬不願被拆散，雙擁投身火池以殉情。但鴛鴦火劫後魂魄不幸分散，本是風月仙子的艾敬郎，雖肉身已死而癡心不息，終在華陽仙山尋得原是九天玄女的冷霜蟬。最後兩仙感動天帝，准許他倆在天上結合成神仙眷屬。

## 場次
1. 〈邂逅〉
2. 〈投荔〉
3. 〈拜媒〉
4. 〈迎親〉
5. 〈闖府〉
6. 〈火殉〉
7. 〈歸〉

## 演員
1958年粵劇《九天玄女》首演時的開山演員：
| 演員   | 角色   | 簡介                                                             |
| 任劍輝 | 艾敬郎 | 落拓書生、清貧畫郎，居於桂枝里。（本是風月仙子，降落紅塵）       |
| 白雪仙 | 冷霜蟬 | 富家小姐，居於桂枝里。（本是九天玄女，因思凡被謫水雲鄉）         |
| 梁醒波 | 歸大爺 | 老太傅，艾敬郎及冷霜蟬之老師。（本是華陽仙翁，因貪杯被貶東籬巷） |
| 靚次伯 | 閩王   | 要強納冷霜蟬為妃。                                               |
| 蘇少棠 | 艾屏綱 | 艾敬郎的同宗兄弟                                                 |
|        | 祿如   | 閔王府的太監                                                     |